# 홍우준
홍우준(洪禹俊, 1923년 4월 23일 ~ 2018년 3월 17일)은 대한민국의 정치인이다. 호는 경민(慶旼)이다. 경기도 의정부 소재 경민대학교의 설립자이고, 학교법인 경민학원의 이사장을 지냈다. 그의 장남 홍문종이 경민대학교 총장을 역임하였다.

## 학력
- 경희대학교 법과대학 학사

### 명예 박사 학위
- 미국 리버티대학 명예법학박사[1]

## 경력
- 한미종합고등기술학교 · 삼양중학교 설립, 교장
- 학교법인 경민학원 설립, 이사장 및 이사
  - 경민대학
  - 경민고등학교 · 경민비즈니스고등학교 · 경민IT고등학교
  - 경민중학교 · 경민여자중학교
  - 경민유치원
- 의정부시 YMCA 이사장
- 의정부시 로터리 클럽 초대회장
- 사단법인 국제기독교 학교 협회 총재
- 현)사단법인 한국도의교육진흥회 총재
- 현)경민대학장, 학교법인 경민학원 이사
- 현)사단법인 한국전문대학법인협의회 회장
- 현)사단법인 하와이 한국독립문화원 설립, 원장
- 현)사단법인 대한독립운동사적보존진흥회 설립, 이사장[1]

## 저서
- 거지들의 잔치[1]

## 상훈
- 국민훈장동백장
- 미국무성공로공훈장[1]

## 같이 보기
- 민주정의당
- 홍문종
- 경민대학교
- 한국독립문화원

## 역대 선거 결과
|  | 38.65% |

|  | 28.87% |

|  | 32.30% |